# Рейт Роверз
«Рейт Роверз» (шотл. Raith Rovers Fitbaa Club) — професійний шотландський футбольний клуб з міста Керколді. Виступає у шотландському Чемпіоншипі. Домашні матчі проводить на стадіоні «Старкс Парк», який вміщує 8 867 глядачів.

## Історія
Клуб «Рейт Роверз» був заснований в 1882 році, але найбільшого успіху досяг в кінці 1922 року, коли зайняв третє місце у вищому дивізіоні Шотландії, пропустивши вперед «Селтік» та «Рейнджерс». За свою історію клуб здобув два національні трофеї. В 1994 після серії пенальті у фіналі «Рейт Роверз» завоював Кубок ліги, а в сезоні 2013-14 «Роверз» здобули Кубок виклику, здолавши у фіналі «Рейнджерс» з рахунком 1-0 в додатковий час.
В результаті перемоги в Кубку ліги в сезоні 1993-94 «Рейт Роверс» отримали право виступати у Кубку УЄФА в наступному сезоні. Клубу вдалося пройти до другого туру, де вони були переможені 4-1 за сумою двох матчів майбутніми володарями кубку «Баварією».

## Досягнення
- Чемпіонат Шотландії:
  - Бронзовий призер (1): 1921–22
- Кубок Шотландії:
  - Фіналіст (1): 1912–13
- Кубок Шотландської ліги:
  - Володар (1): 1994–95
  - Фіналіст (1): 1948–49